# رولند جونو-۶۰

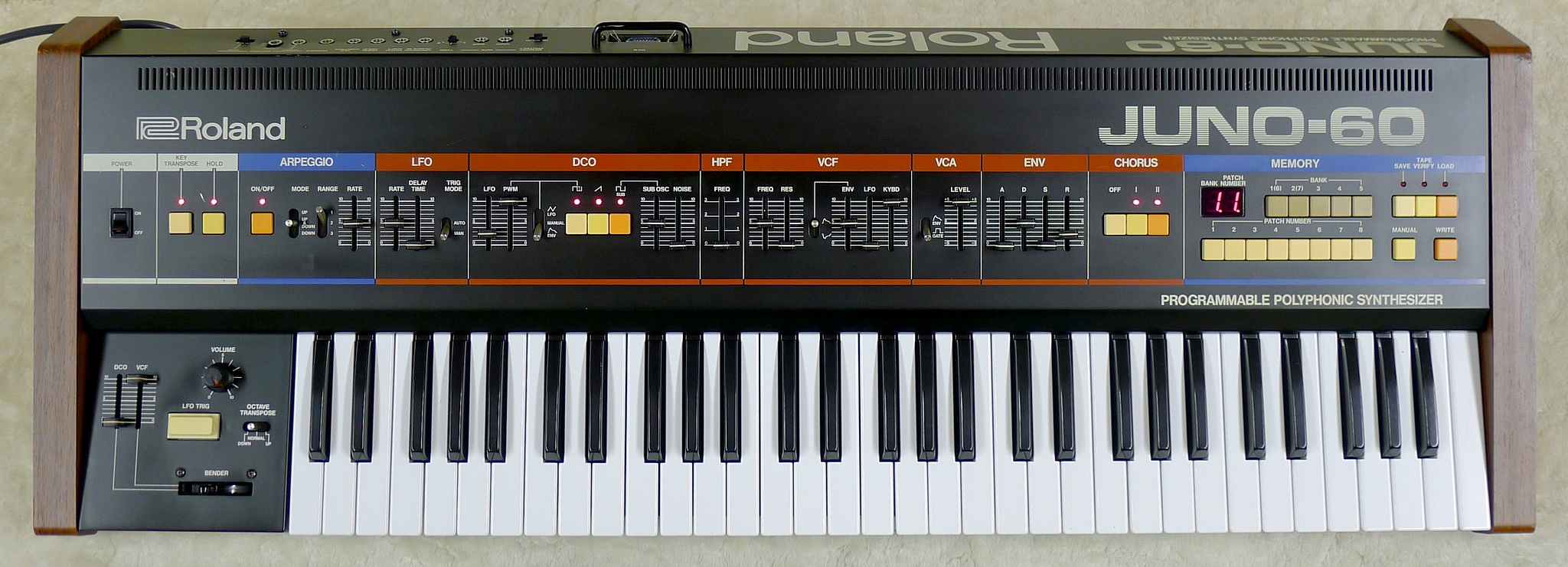
تصویر جونو-۶۰

رولند جونو-۶۰ (انگلیسی: Roland Juno-60) یک سینث‌سایزر آنالوگ است که توسط شرکت رولند بین سال‌های ۱۹۸۲ و ۱۹۸۴ تولید شد. این مدل پس از جونو-۶۰ معرفی شد، که سینث‌سایزری تقریباً مشابه بود و چند ماه قبل منتشر شده بود. سینتی‌سایزرهای جونو، اسیلاتورهای دیجیتال کنترل‌شده توسط رولند را معرفی کردند که امکان پایداری دقیق‌تر در کوک صداها را نسبت به رقبا فراهم می‌آورد.
جونو-۶ و جونو-۶۰ به عنوان جایگزین‌های کم‌هزینه برای سینث‌سایزرهای پلی‌فونیک مانند جاپیتر-۸ رولند معرفی شدند. افکت کُر (Chorus) داخلی آن به‌طور خاص برای جبران صدای ضعیف‌تر اسیلاتور تک‌صدا طراحی شده بود و به یکی از افکت‌های شاخص این دستگاه تبدیل شد. جونو-۶۰ تأثیر بی‌درنگی بر موسیقی پاپ دهه ۱۹۸۰ داشت و در ترانه‌های معروفی مانند «مرا دریاب» از آ-ها، «A Different Corner» از جرج مایکل و «Time After Time» از سیندی لاپر استفاده شد.
جونو-۶۰ در دهه ۱۹۹۰ همچنان محبوب بود و توسط هنرمندان هاوس و تکنو مورد استفاده قرار می‌گرفت. این سینث‌سایزر در دهه ۲۰۰۰ و پس از آن دوباره به محبوبیت رسید و در میان هنرمندان پاپ مدرن، ایندی و سینث‌ویو از آن بهره‌برداری شد. این دستگاه الهام‌بخش ساخت شبیه‌سازی‌های نرم‌افزاری زیادی بوده است.

## جانشین
رولند پس از جونو-۶۰ در سال ۱۹۸۴ مدل  جونو-۱۰۶ را معرفی کرد. جونو-۱۰۶ ویژگی‌هایی مانند پشتیبانی از MIDI، ذخیره‌سازی ۱۲۸ پیش‌تنظیم صدا، جایگزینی آرپِجیاتور با افکت پورتامنتو، و معرفی اهرم عملکردی چپ/راست/فشاری رولند برای تغییر لحن (Pitch Bend) و مدولاسیون را داشت که به یکی از ویژگی‌های استاندارد این برند تبدیل شد.